# Eya Guezguez
Eya Guezguez (M'saken, 12 de marzo de 2005-Mar Mediterráneo, 10 de abril de 2022) fue una regatista tunecina olímpica.

## Biografía
Debutó en los Juegos Olímpicos de Tokio 2020 en vela en la modalidad 49erFX, y después de doce regatas, junto a su hermana Sarra Guezguez, finalizó en la vigésimo primera posición.
Falleció ahogada el 10 de abril de 2022 mientras entrenaba en el Mar Mediterráneo a los 17 años de edad. Estaba entrenando junto a su hermana cuando su barco volcó en las aguas cerca de Túnez debido al viento.